# Gérard Philipe
Gérard Philipe (nacido Gérard Albert Philip; Cannes, 4 de diciembre de 1922-París, 25 de noviembre de 1959) fue un actor de cine y teatro francés, uno de los más famosos de su época. Por su belleza física y condiciones histriónicas fue llamado en Francia "El príncipe de los actores", convirtiéndose en una figura de culto.

## Trayectoria
Estudió teatro en Cannes y París, en el Conservatorio recomendado por Jean Cocteau. En 1939 debutó en teatro en Niza y en 1943 debutó con notable éxito en París con Sodoma y Gomorra, de  Jean Giraudoux, consagrándose en 1945 como Calígula en la obra homónima de Albert Camus, pasando a formar parte del Teatro Nacional Popular de Jean Vilar en 1951. Es una de las figuras puntales del Festival de Aviñón, donde actuó y dirigió obras de Shakespeare, Victor Hugo, Corneille, Brecht y en especial como Lorenzaccio, de Alfred de Musset.
Entre sus más recordados trabajos cinematográficos se encuentran El idiota (1946, con Edwige Feuillere y Marguerite Moreno), La cartuja de Parma, El diablo en el cuerpo (1947), Fanfan la Tulipe (1952), que lo catapultó a la fama (con Gina Lollobrigida), Monsieur Ripois (1954), con Germaine Montero, Rojo y Negro (1954), con Danielle Darrieux, Los amantes de Montparnasse con Anouk Aimée y Lilli Palmer (1958, personificando a Amedeo Modigliani), Las grandes maniobras, de René Clair, con Michèle Morgan, Si Versalles contara, Les liaisons dangereuses (1959), de Roger Vadim, con Jeanne Moreau, y su último filme, La Fièvre monte à El Pao, de Luis Buñuel, con María Félix.
Prestó su voz a varios registros de obras clásicas y poemas, y además dirigió, escribió y fue sindicalista en la asociación de actores francesa.
En 1954 grabó la adaptación radiofónica de El principito, de Antoine de Saint-Exupéry.
En 1990 le fue otorgado el Premio César (considerado el Óscar francés) de manera póstuma.
Llevan su nombre los teatros municipales de Saint-Denis, Orléans, Montpellier, Meaux, Calais, Champigny-sur-Marne, Saint-Cyr-l'École, Liège, Saint-Jean-de-Maurienne y Saint-Nazaire, además del de Berlín (Alemania), donde fue muy popular.
En 1961 se edita a su memoria un timbre postal.
Un documental biográfico sobre su vida, Un homme, pas un ange, coescrito por Gérard Viotte y Bonal, fue estrenado en 2003.

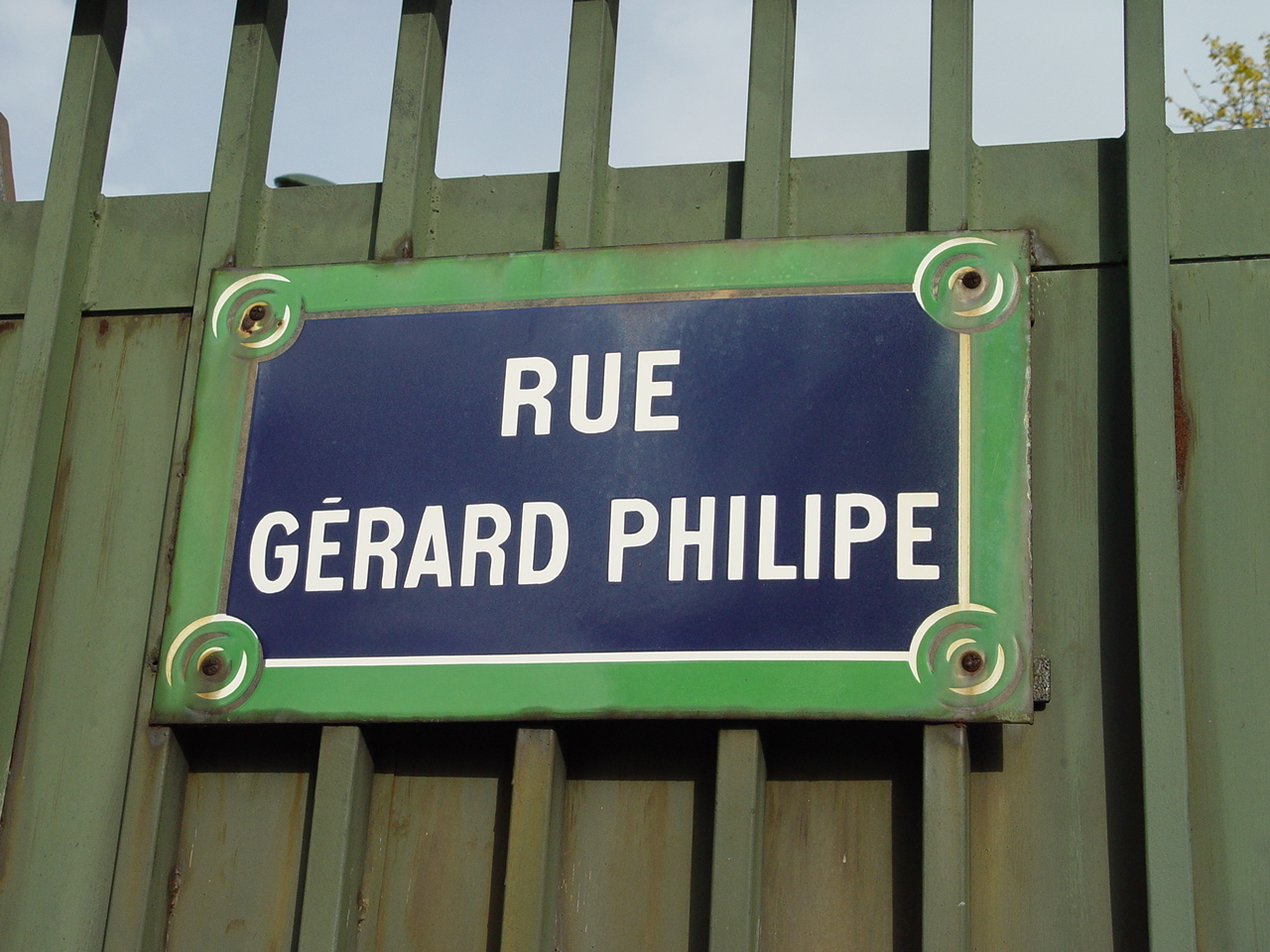
Calle que lleva su nombre en París.

## Vida privada
Su padre fue Marcel Philipe, exitoso empresario que durante la ocupación favoreció a los nazis y al fin de la guerra fue condenado a muerte por colaboracionismo con la República de Vichy. Logró evadir la condena y exiliarse en España. Su hijo se situó en el bando opuesto, formando parte de la resistencia francesa, afiliándose al socialismo.
En 1951 Gerard Philipe se casó con Nicole Foucarde (1917-1990) (a quien él le cambió el nombre por Annie Philipe), y juntos tuvieron dos hijos, Ann-Marie, en 1954, y Olivier, en 1956.
Falleció en París el 25 de noviembre de 1959, a los 36 años, víctima de un cáncer de hígado.
Pidió ser enterrado con el vestuario de la obra El Cid, de Pierre Corneille.

## Teatro
- 1942: Une grande fille toute simple, de André Roussin, casino de Niza, como Mick
- 1942: Sodome et Gomorrhe, de Jean Giraudoux y Georges Douking, Théâtre Hébertot, como l'Ange
- 1943: Une jeune fille savait, de André Haguet.
- 1944: Au petit bonheur, de Marc-Gilbert Sauvajon y Pasquali, Théâtre Gramont
- 1945: Fédérigo, de René Laporte, Théâtre des Mathurins, como Príncipe Blanc
- 1945: Calígula, de Albert Camus, puesta en escena de Paul Œttly, Théâtre Hébertot, como Calígula
- 1947: Les Épiphanies d'Henri Pichette, de Georges Vitaly, Théâtre des Noctambules, como le Poète
- 1948: K.M.X., de Jacques Deval, Théâtre de la Michodière, como Harold Britton
- 1949: Le Figurant de la gaité, de Alfred Savoir, Théâtre Montparnasse
- 1951: El Cid, de Pierre Corneille, puesta en escena de Jean Vilar, Festival de Aviñón, como Rodrigue
- 1951: Le Prince de Hombourg, de Heinrich von Kleist, puesta en escena de Jean Vilar, Festival de Aviñón, como Príncipe Frédéric
- 1951: Mère courage, de Bertolt Brecht, Suresnes, como Eilif
- 1951: La Calandria, de Bernardo da Bibbiena, puesta en escena de René Dupuy, Festival de Aviñón, como Artemona
- 1952: Lorenzaccio, de Alfred de Musset, puesta en escena de Gérard Philipe, Festival de Aviñón, como Lorenzo de Médicis
- 1952: Nucléa, de Henri Pichette, Gérard Philipe y Jean Vilar, TNP, como el poeta Tellur
- 1952: La Nouvelle Mandragore, de Jean Vauthier,  puesta en escena de Gérard Philipe, Théâtre de Chaillot, como Callimaque
- 1953: Ricardo II, de William Shakespeare, Théâtre de Chaillot, como Ricardo II
- 1954: Ruy Blas, de Victor Hugo, puesta en escena de Jean Vilar, Théâtre de Chaillot, como Ruy Blas
- 1956: Le Prince de Hombourg, de Heinrich von Kleist, puesta en escena de Jean Vilar, Festival de Aviñón, como el Príncipe Frédéric
- 1958: Les Caprices de Marianne, de Alfred de Musset, Festival de Aviñón, Théâtre de Chaillot, como Octave
- 1958: Lorenzaccio, de Alfred de Musset, Festival de Aviñón

## Filmografía
- 1943: La Boîte aux rêves, de Yves Allégret
- 1943: Les Petites du quai aux fleurs, de Marc Allégret, como Jérôme Hardy
- 1945: Le Pays sans étoiles, de Georges Lacombe, como Simon Le Gouge y Frédéric Talacayud
- 1945: El idiota, de Georges Lampin, como El príncipe Muychkine
- 1945: Schéma d'une identification, cortometraje inédito de Alain Resnais
- 1946: Ouvert pour cause d'inventaire, cortometraje inédito de Alain Resnais
- 1947: Le Diable au corps, de Claude Autant-Lara, como François Jaubert
- 1947: La cartuja de Parma, de Christian-Jaque, como El marqués Fabrice Del Dongo
- 1947: Les Drames du bois de Boulogne, cortometraje de Jacques Loew
- 1948: Une si jolie petite plage, de Yves Allégret, como Pierre Monet
- 1948: Tous les chemins mènent à Rome, de Jean Boyer, como Gabriel Pégase
- 1949: La Beauté du diable, de René Clair, como Enrique y Fausto joven
- 1949: Visite à Picasso, cortometraje documental de Paul Haesaerts
- 1950: Souvenirs perdus, de Christian-Jaque, como Gérard de Narcay
- 1950: Juliette ou la Clé des songes, de Marcel Carné, como Michel
- 1950: La ronda, de Max Ophüls, como El Conde
- 1950: Saint-Louis, ou L'Ange de la paix, cortometraje] documental de Robert Darène
- 1950: La paix vaincra, documental polaca de Joris Ivens
- 1950: Avec André Gide, documental de Marc Allégret
- 1951: Avignon, bastion de la provence, cortometraje de James Guenet
- 1951: Vedettes sans maquillage, cortometraje de Jacques Guillon
- 1951: Fanfan la Tulipe, de Christian-Jaque, como Fanfan la Tulipe
- 1951: Los siete pecados capitales, en el sketch "El octavo pecado", de Georges Lacombe
- 1951: Fêtes galantes: Le peintre Watteau, cortometraje documental de Jean Aurel
- 1952 : Les Belles de nuit, de René Clair, como Claude
- 1952: Les Amants de la villa Borghèse, en el sketch "La Rupture de Gianni Franciolini", como El joven en el banco
- 1953: Les Orgueilleux, de Yves Allégret, como Georges
- 1953: Monsieur Ripois, de René Clément, como Mr. André Ripois
- 1953: Si Versailles m'était conté..., de Sacha Guitry, como D'Artagnan
- 1954: Le Rouge et le Noir, de Claude Autant-Lara, como Julien Sorel
- 1954: Forêt sacrée, cortometraje documental de Pierre-Dominique Gaisseau
- 1955: Sur les rivages le l'Ambre, cortometraje documental de Jerzy Kalin
- 1955: Les Grandes Manœuvres, de René Clair, como Armand de La Verne
- 1955: Si Paris nous était conté, de Sacha Guitry, como El cantante callejero
- 1955: La Meilleure Part, de Yves Allégret, como Philippe Perrin
- 1956: Les Aventures de Till l'espiègle, de Gérard Philipe y Joris Ivens, como Till L'espliègle
- 1956: Le Théâtre National Populaire, cortometraje de Georges Franju
- 1957: Montparnasse 19, de Jacques Becker, como Amedeo Modigliani
- 1957: Pot-Bouille, de Julien Duvivier, como Octave Mouret
- 1958: La Vie à deux, de Clément Duhour: como Désiré, el ayuda de cámara
- 1958: Le Joueur, de Claude Autant-Lara, como Alexei Ivanovitch
- 1959: Les Liaisons dangereuses, de Roger Vadim, como El vizconde de Valmont
- 1959: La fièvre monte à El Pao, de Luis Buñuel, como Ramón Vásquez

## Discografía
Gérard Philipe es uno de los actores franceses que más discos grabó, en poco tiempo, entre 1952 y 1959, año de su muerte.
El contenido de su discografía es muy ecléctico, desde el famosísimo Petit Prince, de Antoine de Saint-Exupéry (enr. en 1954), a Pedro y el lobo, de Serguéi Prokófiev, pasando por obras de grandes poetas como Victor Hugo, François Villon, Jean de La Fontaine, Guillaume Apollinaire, o Louis Aragon y Paul Éluard, en colaboración con Jean-Louis Barrault. También grabó una vida de Mozart, comenzando la grabación con "Hijos míos, amigos míos, camaradas míos... Ustedes aman la música, ya que han puesto este disco en su máquina".
Realizó numerosas adaptaciones radiofónicas o discográficas de obras de teatro que a menudo representaba con éxito en el escenario del Teatro Nacional Popular (TNP), que dirigía desde 1951 su amigo Jean Vilar, comprometido como él con las ideas comunistas (pero que tampoco era miembro del Partido Comunista Francés).
Las obras eran principalmente tragedias clásicas del siglo XVII o dramas modernos del siglo XIX: El Cid, de Pierre Corneille, El Príncipe de Homburg, de Heinrich von Kleist, Ricardo II, de William Shakespeare, Ruy Blas, de Victor Hugo y el repertorio de Alfred de Musset (Lorenzaccio, On ne badine pas avec l'amour o Les Caprices de Marianne).
Grabó, en relación con sus ideales políticos, registros de lecturas de textos de Karl Marx:
- un disco de 30 cm titulado Les Pensées de Karl Marx, forgeron d'un instrument moderne de la connaissance - Le Philosophe matérialiste de l'histoire - L'Analyse implacable de la réalité capitaliste - Le Briseur de chaînes (Los pensamientos de Karl Marx y Smith de un instrumento moderno de conocimiento - El filósofo materialista de la historia - El análisis implacable de la realidad capitalista - El rompedor de cadenas)
- tres discos 18 cm titulados Le Monde de 1715 à 1870 (La Lutte des classes selon Marx, contada por Gérard Philipe) y la lectura de extractos del Manifiesto del Partido Comunista.

Además, en 1956 grabó Pierre et le Loup (Pedro y el lobo) con la orquesta sinfónica de la Unión Soviética.